# Boris Perušič
Boris Perušič   (Zagreb, 27 de juliol de 1940) és un exjugador de voleibol txecoslovac d'origen croat que va competir durant la dècada de 1960.
El 1964 va prendre part en els Jocs Olímpics de Tòquio, on guanyà la medalla de plata en la competició de voleibol. En el seu palmarès també destaca una medalla d'or al Campionat del Món de voleibol de 1966. A nivell de clubs guanyà la lliga txecoslovaca de 1959 i 1966.